# Loreen (Sandra-Lied)
Loreen ist ein Popsong von Sandra aus dem Jahr 1986.

## Entstehung und Veröffentlichung
Die Synth-Pop-Ballade wurde von Frank Peterson, Michael Cretu und Klaus Hirschburger, letzterer Bandmitglied von Hubert Kah geschrieben und von Cretu gemeinsam mit Armand Volker produziert. Der Songtext handelt in der Du-Form von einem Mädchen namens Loreen, die dabei ist, „den Weg zu verlieren“ und sich auf einem Spaziergang am Sonntagmorgen fragt, ob sie je wieder wie zuvor sein könne.
Die Single wurde am 24. November 1986 bei Virgin Records als dritte Single aus dem Album Mirrors veröffentlicht. Auf der B-Seite befindet sich der Song Don’t Cry (The Breakup of the World). Loreen erschien auf einigen Kompilationen, unter anderem 2009 auf der Platinum Collection.
Am 6. Dezember 1986 führte Sandra den Song bei Peters Pop Show vor einem internationalen Publikum auf. Dabei ließ man Nummer fünf, den Roboter aus Nummer fünf lebt, der Sängerin einen Blumenstrauß überreichen.

## Musikvideo
Das Musikvideo, das unter der Regie von Kai von Kotze entstand, zeigt die Interpretin und die ursprüngliche Bandbesetzung, bestehend aus Steve Hall alias Peter Ries (Bass), Wolfgang Filz (Schlagzeug) und Frank Peterson (Keyboards), ganz in Schwarz mit drei Cellisten auf einem klassischen Set, unter anderem dekoriert mit Kronleuchtern.

## Chartplatzierungen
Die Single erreichte Chartplatzierungen mit Platz 23 in Deutschland und Platz 29 in der Schweiz. In Deutschland erreichte sie zudem Platz 18 der Airplay-Charts von Media Control.
| ChartsChartplatzierungen | Höchstplatzierung | Wochen |
| ------------------------ | ----------------- | ------ |
| Deutschland (GfK)        | 23 (9 Wo.)        | 9      |
| Schweiz (IFPI)           | 29 (3 Wo.)        | 3      |